# Amadeu Cuito i Hurtado
Amadeu Cuito i Hurtado (Barcelona, 1936), és un advocat, economista, polític i escriptor català.
Net d'Amadeu Hurtado i Miró, i fill de Ferran Cuito i Canals, exiliats a França fruit de la guerra civil, cresqué i es formà a Perpinyà i a París, on estudià dret i economia a la Sorbona. Ingressà al Moviment Socialista de Catalunya l'any 1953, als disset anys, desenvolupant la seva acció política en col·laboració estreta amb Josep Pallach. Amb l'ajut del seu pare i d'Eugeni Xammar tornà a editar, a França (entre el 1966 i el 1968) Mirador, antiga revista barcelonina fundada pel seu avi Amadeu Hurtado.
Reconegut proustià, és president de la Societat Catalana d'Amics de Marcel Proust.
El 2018 va rebre la Creu de Sant Jordi «Per la seva singular relació amb el món de les idees i com un dels més grans coneixedors de l'obra de Marcel Proust. Ha mantingut contacte amb escriptors com Josep Pla i amb polítics, opositors del règim franquista, des de Josep Tarradellas i Joan Reventós fins a Josep Pallach, de qui reivindica el seu ideari.»